# Wiesham
Wiesham ist ein Stadtteil von Grafing bei München im oberbayerischen Landkreis Ebersberg. Das Dorf liegt circa einen halben Kilometer nördlich von Grafing und einen Kilometer südlich von Ebersberg. Westlich der Bebauung liegt die Bahnstrecke Grafing–Wasserburg, an der Wiesham bis zur Inbetriebnahme der S-Bahn München im Mai 1972 mit einem Haltepunkt angeschlossen war. Nördlich der Bebauung befindet sich auch die Ortsumfahrung Ebersberg, an der Wiesham und gleichzeitig Grafing eine Anschlussstelle an die Bundesstraße 304 haben. Aufgrund dieser Lage ist Wiesham durch den Durchgangsverkehr geprägt. Ebenso fließt durch Wiesham der Wieshamer Bach, der sich weiter südlich im Stadtgebiet von Grafing zusammen mit dem Urtelbach zur Attel vereinigt.